# Markt Hartmannsdorf
Markt Hartmannsdorf ist eine Marktgemeinde mit 2996 Einwohnern (Stand 1. Jänner 2024) im Rittscheintal in der Oststeiermark. Die Gemeinde liegt im Gerichtsbezirk und Bezirk Weiz.

## Gemeindegliederung
Zur Marktgemeinde gehören vier Katastralgemeinden (Fläche Stand 31. Dezember 2023):
- Hartmannsdorf (1.029,8 ha)
- Oed (355,24 ha)
- Pöllau bei Gleisdorf (864,05 ha)
- Reith (680,46 ha)

Die Gemeinde gliedert sich in fünf Ortschaften und weitere Ortsteile (Einwohner Stand 1. Jänner 2024):
- Bärnbach (108)
- Markt Hartmannsdorf (1546)
- Oed (265)
- Pöllau bei Gleisdorf (750)
  - Pöllau
  - Oberberglen
  - Widenwinkel
- Reith bei Hartmannsdorf (327)
  - Reith
  - Reithgraben
  - Großegg

### Eingemeindungen und Namensänderungen
- Am 1. Juni 1951 wurden die Gemeindenamen von Oed und Reith in „Oed bei Gleisdorf“ bzw. „Reith bei Hartmannsdorf“ geändert.[3]
- Am 1. Jänner 1952 wurde die ehemalige Gemeinde Oed bei Gleisdorf in Hartmannsdorf eingemeindet.[4]
- Am 1. August 1964 wurde Hartmannsdorf die Bezeichnung „Marktgemeinde“ verliehen.[5]
- Am 1. Jänner 1973 wurde der Gemeindename der Marktgemeinde Hartmannsdorf in „Markt Hartmannsdorf“ geändert.[6]
- Am 1. Jänner 1976 wurden die ehemaligen Gemeinden Pöllau bei Gleisdorf und Reith bei Hartmannsdorf in Markt Hartmannsdorf eingemeindet.[7]

### Nachbargemeinden
Zwei der neun Nachbargemeinden liegen im Bezirk Hartberg-Fürstenfeld (HF), vier im Bezirk Südoststeiermark (SO).
| Hofstätten an der Raab      | Sinabelkirchen                              | Ilz (HF)                         |
| St. Margarethen an der Raab | Kompassrose, die auf Nachbargemeinden zeigt | Ottendorf an der Rittschein (HF) |
| Eichkögl (SO)               | Edelsbach und Feldbach (beide SO)           | Riegersburg (SO)                 |

## Geschichte
Die erste urkundliche Erwähnung des Ortes erfolgte 1232. Es gibt Zeugnisse einer frühgeschichtlichen Besiedlung in Form sogenannter „Keltengräber“. Hartmann, ein Ritter der 1138 errichteten Riegersburg, wird als Gründer genannt. Hartmannsdorf hieß bis 1922 „Windisch-Hartmannsdorf“. Das weist darauf hin, dass die im 12. Jahrhundert eingewanderten deutschen Siedler Reste einer dünnen slawischen Bevölkerung vorgefunden haben, die sich nur in versteckten Randlagen halten konnten. Hier sind im 12. Jahrhundert noch Reste eines Verbindungsweges vorhanden gewesen, nach denen die Dörfer ausgerichtet wurden. So setzte die deutsche Besiedlung im Herrschaftsgebiet der Riegersburg im Rittscheintal ein, wobei Hartmannsdorf im zweiten Viertel des 12. Jahrhunderts als Straßendorf längs des alten Verbindungsweges durch das Rittscheintal neu gegründet worden ist. Der alte Name Windisch-Hartmannsdorf bedeutet also nicht ein windisches Dorf, sondern vielmehr eine deutschsprachige Siedlung im windischen Gebiet.

### Bevölkerungsentwicklung
Von 1990 bis 2011 waren sowohl die Geburtenbilanz als auch die Wanderungsbilanz positiv.
| Markt Hartmannsdorf: Einwohnerzahlen von 1869 bis 2024 | Markt Hartmannsdorf: Einwohnerzahlen von 1869 bis 2024 | Markt Hartmannsdorf: Einwohnerzahlen von 1869 bis 2024 | Markt Hartmannsdorf: Einwohnerzahlen von 1869 bis 2024 | Markt Hartmannsdorf: Einwohnerzahlen von 1869 bis 2024 |
| ------------------------------------------------------ | ------------------------------------------------------ | ------------------------------------------------------ | ------------------------------------------------------ | ------------------------------------------------------ |
| Jahr                                                   |                                                        |                                                        |                                                        | Einwohner                                              |
| 1869                                                   | 1869                                                   |                                                        | 1.938                                                  | 1.938                                                  |
| 1880                                                   | 1880                                                   |                                                        | 2.215                                                  | 2.215                                                  |
| 1890                                                   | 1890                                                   |                                                        | 2.481                                                  | 2.481                                                  |
| 1900                                                   | 1900                                                   |                                                        | 2.417                                                  | 2.417                                                  |
| 1910                                                   | 1910                                                   |                                                        | 2.553                                                  | 2.553                                                  |
| 1923                                                   | 1923                                                   |                                                        | 2.531                                                  | 2.531                                                  |
| 1934                                                   | 1934                                                   |                                                        | 2.584                                                  | 2.584                                                  |
| 1939                                                   | 1939                                                   |                                                        | 2.405                                                  | 2.405                                                  |
| 1951                                                   | 1951                                                   |                                                        | 2.450                                                  | 2.450                                                  |
| 1961                                                   | 1961                                                   |                                                        | 2.395                                                  | 2.395                                                  |
| 1971                                                   | 1971                                                   |                                                        | 2.550                                                  | 2.550                                                  |
| 1981                                                   | 1981                                                   |                                                        | 2.536                                                  | 2.536                                                  |
| 1991                                                   | 1991                                                   |                                                        | 2.664                                                  | 2.664                                                  |
| 2001                                                   | 2001                                                   |                                                        | 2.857                                                  | 2.857                                                  |
| 2011                                                   | 2011                                                   |                                                        | 2.947                                                  | 2.947                                                  |
| 2021                                                   | 2021                                                   |                                                        | 2.975                                                  | 2.975                                                  |
| 2024                                                   | 2024                                                   |                                                        | 2.996                                                  | 2.996                                                  |
| Quelle(n): Statistik Austria, Gebietsstand 1.1.2021    |                                                        |                                                        |                                                        |                                                        |

## Kultur und Sehenswürdigkeiten

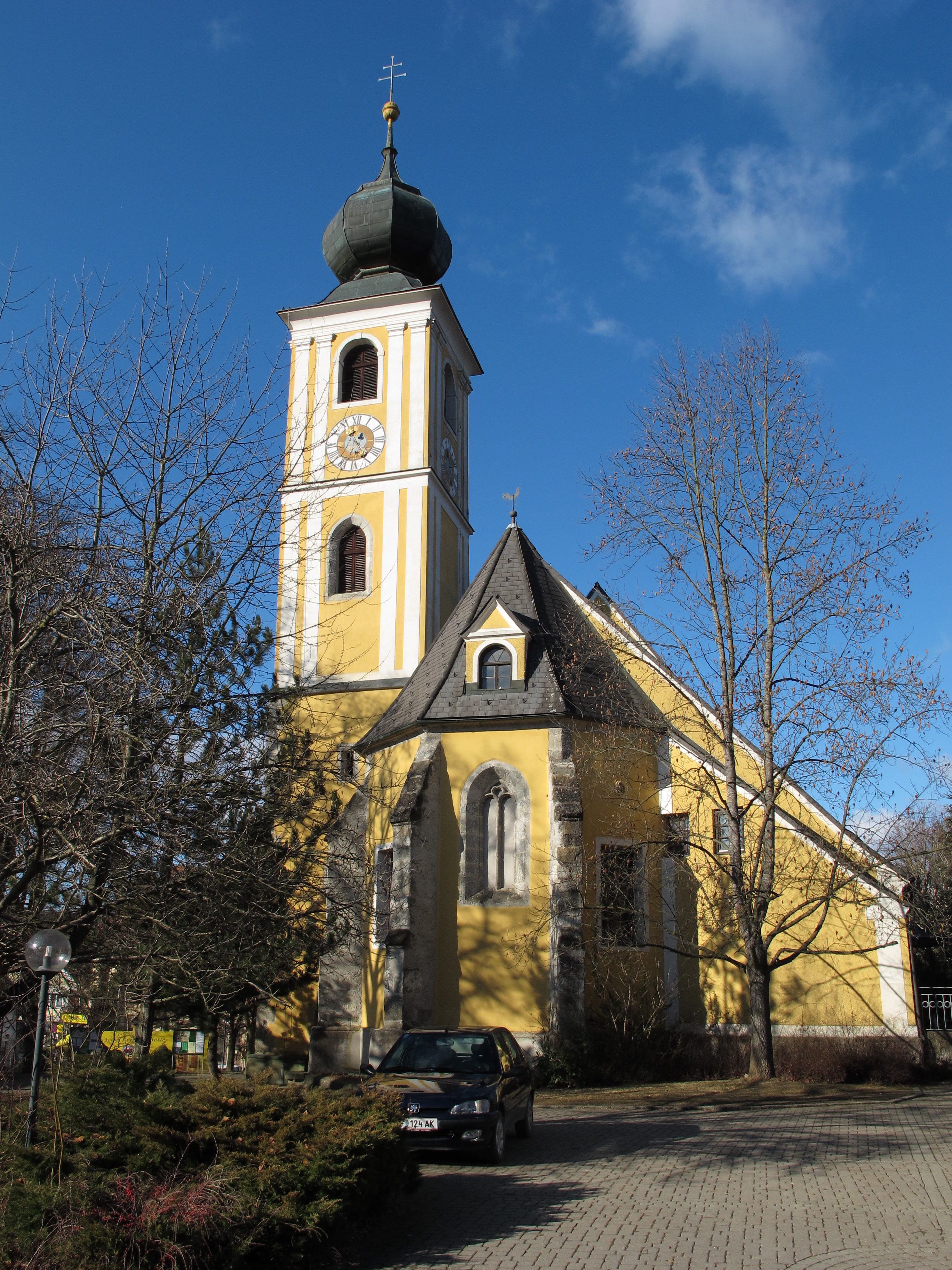
Pfarrkirche Hartmannsdorf

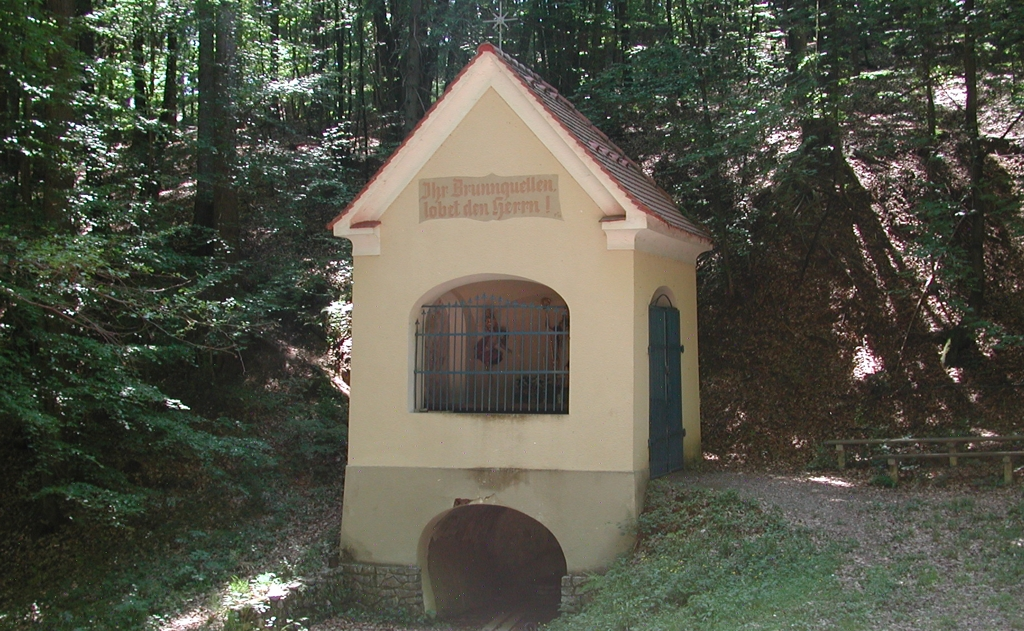
Die Kapelle Ulrichsbrunn mit Quelle unter der Kapelle

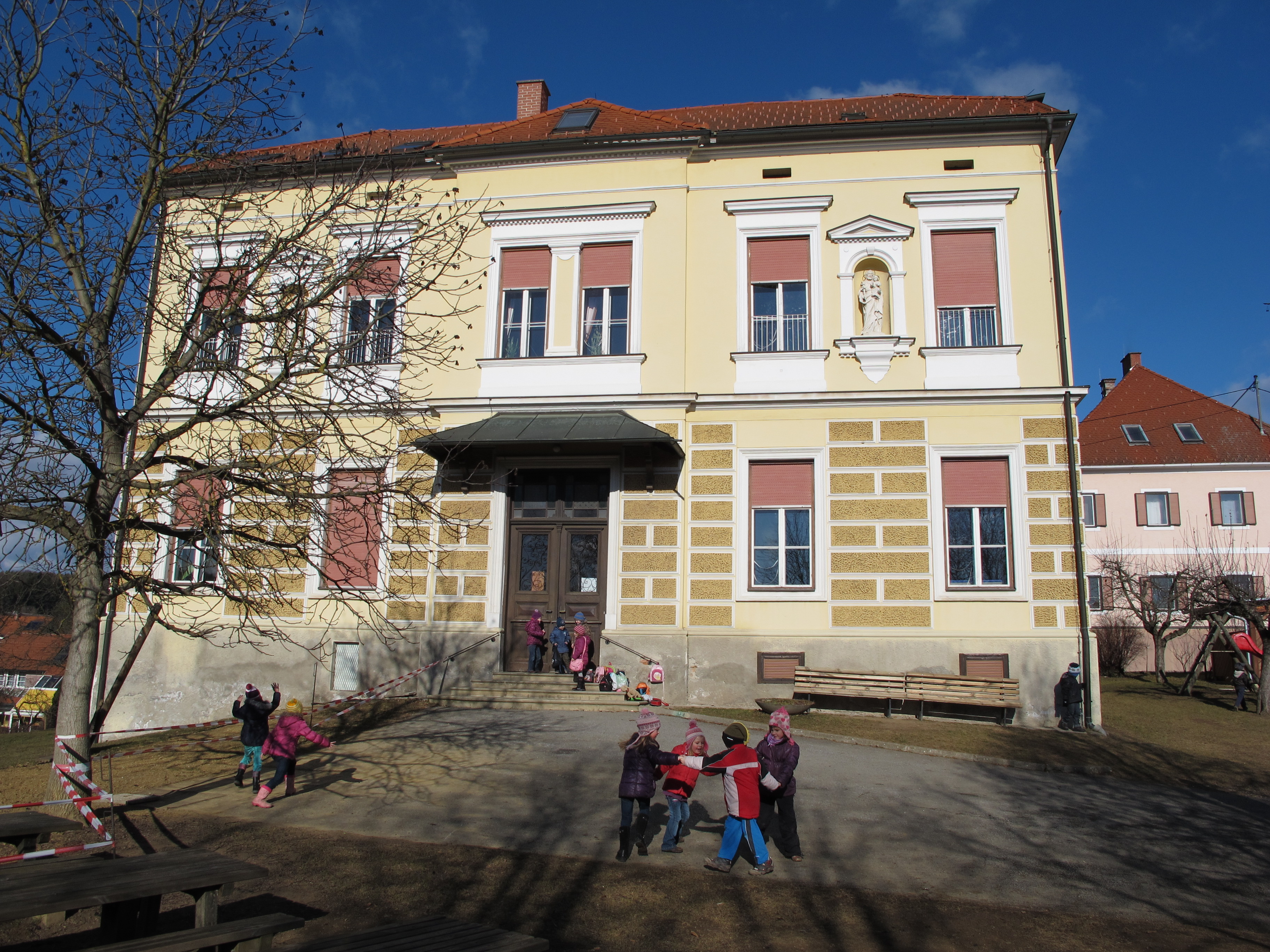
Kloster der Grazer Schulschwestern

- Katholische Pfarrkirche Hartmannsdorf hl. Radegundis
- Ulrichsbrunn ist eine Wallfahrtskapelle mit einer Quelle circa zwei Kilometer außerhalb des Ortes gelegen. Das Wasser der Quelle soll Augenleiden heilen. Das Gebiet rund um die Kapelle ist Quellschutzgebiet, die Quelle ist ein wichtiger Teil der Trinkwasserversorgung für den Ort. Nach dem Buch „s'Marterl“ von Stjepan Drvoderic besagt eine Legende, dass vor sehr langer Zeit, dort wo heute die Ulrichsbrunnkapelle steht, eine ganze Stadt errichtet war, welche jedoch im von der Quelle aufgeweichten Boden versunken sein soll. Weiters soll ein Wanderer, der in Vollmondnächten die Kapelle aufsucht, immer noch die aus dem Boden herausragende Kirchturmspitze sehen können. Sollte der Unglückliche jedoch die Kirchturmspitze berühren, so wird er laut Legende in die versunkene Stadt hinab gezogen, und muss dort für immer verweilen.

## Wirtschaft und Infrastruktur
Die Landwirtschaft (Obst, Mais, Kürbis) dominiert. Es gibt einige Kleingewerbe- und Dienstleistungsbetriebe, die auch den Gewerbepark als Betriebsstandort nutzen.

### Verkehr
- Bahn: Markt Hartmannsdorf besitzt keinen Anschluss an das Schienenverkehrsnetz. Die nächste Haltestelle der steirischen Ostbahn ist die Station Sankt Margarethen-Takern (rund acht Kilometer entfernt), die nächsten größeren Bahnhöfe liegen in Gleisdorf und Feldbach (je rund 13 km entfernt).[9]
- Bus: Von Markt Hartmannsdorf aus sind per Postbus unter anderem Graz, Gleisdorf, Riegersburg und Fürstenfeld direkt erreichbar.[10]
- Straße: In Markt Hartmannsdorf kreuzen sich zwei Landesstraßen. Die Feldbacherstraße L 225 führt über Auersbach in die Bezirkshauptstadt Feldbach. Die Rittscheintalstraße L 366 führt von Hofstätten an der Raab bei Gleisdorf nach Walkersdorf (Gemeinde Ottendorf an der Rittschein). Die nächstgelegene Autobahn ist die Süd Autobahn A 2, die Anschlussstelle bei Sinabelkirchen befindet sich rund acht Kilometer, jene bei Gleisdorf-Süd rund zwölf Kilometer und die bei Ilz-Fürstenfeld rund 15 km vom Ort Markt Hartmannsdorf entfernt.

### Bildung
In Markt Hartmannsdorf gibt es drei Schulen: Volksschule, Neue Mittelschule (NMS) (ca. 300 Schüler) und die Musikschule Ilz/Markt Hartmannsdorf. Die Volksschule wurde 2007 mit dem höchsten steiermärkischen Schulpreis, dem Pädagogischen Panther ausgezeichnet.

## Politik
Der Gemeinderat hat 15 Mitglieder. Die Mandatsverteilung nach den Gemeinderatswahlen zeigt die Tabelle:
| Jahr | ÖVP | SPÖ | FPÖ | Grüne | NEOS |
| ---- | --- | --- | --- | ----- | ---- |
| 2000 | 11  | -   | 3   | 1     | -    |
| 2005 | 10  | 3   | 1   | 1     | -    |
| 2010 | 10  | 3   | 1   | 1     | -    |
| 2015 | 10  | -   | 3   | 2     | -    |
| 2020 | 10  | -   | 2   | 2     | 1    |

Bürgermeister
- 1991–2008 Anton Freiberger (ÖVP)
- 2009–2024  Otmar Hiebaum (ÖVP)[16]
- seit 2024 Roman Thomaser (ÖVP)

### Gemeindepartnerschaften
- Lánycsók, Ungarn; seit 1993[17]

### Wappen und Flagge
Hartmannsdorf erhielt 1959 ein Gemeindewappen. Es ist abgeleitet von der Äbtissin und Pfarrpatronin der Hl. Radegundis. Diese Heilige wurde mit zwei Wölfen und einer Krone als Beigaben dargestellt.
Die heraldische Beschreibung (Blasonierung) des Wappens lautet:
„In von Blau und Silber geviertem Schild in Feld 1 der goldene obere Teil eines Bischofstabes, in 4 eine goldene Krone; in den silbernen Feldern 2 und 3 ein blauer, rot bezungter Wolfskopf.“
Die Gemeindeflagge hat zwei Streifen in den Farben Blau-Weiß mit dem Wappen.
Das 1976 eingemeindete Pöllau bei Gleisdorf hatte seit 1966 ein Wappen: „In einem von Rot und Silber gespaltenen Schild vorn ein silbernes Malteserkreuz, hinten ein schwarzer geflügelter Greifenfuß.“

## Persönlichkeiten

### Ehrenbürger der Gemeinde
- 1988: Rupert Wieser-Holper (* 1928 in Knittelfeld), langjähriger Feuerwehrkommandant, Gemeinderat
- 2004: Peter Simonischek (* 1946 in Graz; † 2023 in Wien), Schauspieler
- 2009: Anton Freiberger (* 1956 in Hartberg), Bürgermeister von Markt Hartmannsdorf (1991–2008)[20]

### Söhne und Töchter der Gemeinde
- David Schloffer (* 1992), Fußballspieler

### Mit der Gemeinde verbundene Persönlichkeiten
- Frido Hütter (* 1950), Journalist